# 火山弧

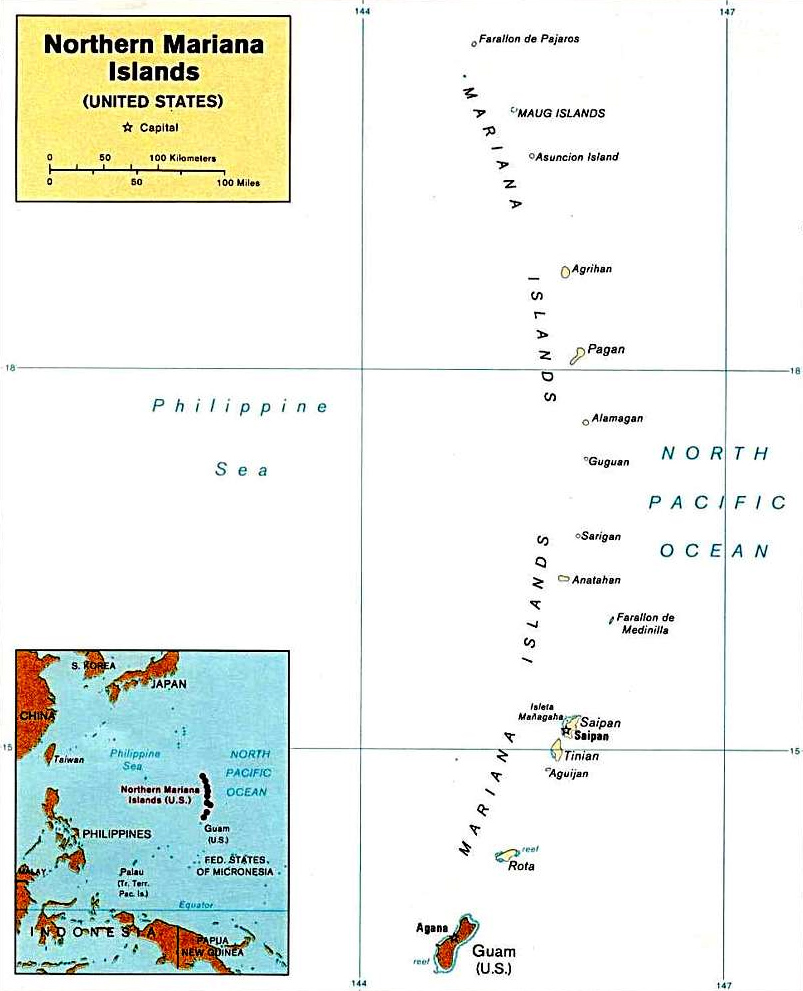
マリアナ諸島･･･海洋島弧

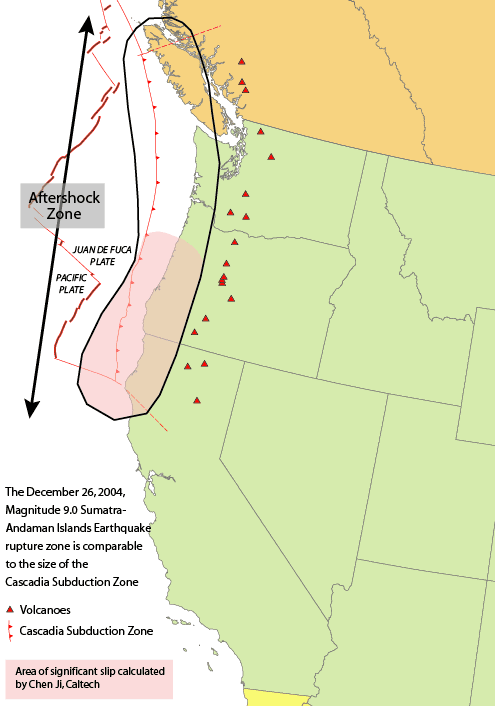
カスケード山脈･･･大陸火山弧

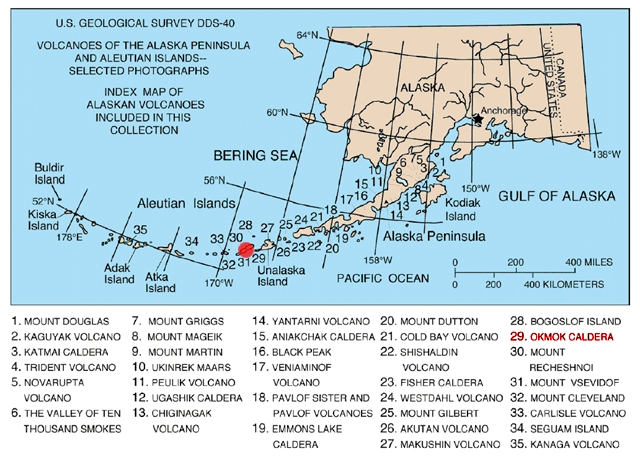
アリューシャン弧･･･大陸火山弧と海洋島弧の両相

火山弧（かざんこ、英volcanic arc）とは、火山島や火山を含む山々の連鎖である。ある海洋プレートが別のプレートの下に沈み込み、マグマを生じる一連のプレートテクトニクスにより形成されたものである。

## 火山弧の種類
火山弧には、海洋弧（島弧ともいう、弧状列島の一種）と大陸弧の2種類がある。海洋弧の場合、海洋地殻が隣のプレート上にある別の海洋地殻の下に沈み込むが、大陸弧の場合は、海洋地殻が大陸地殻の下に沈み込む。沈み込み帯によっては、大陸地殻の下に沈み込むプレートの部分と隣の海洋地殻の下に沈み込むプレートの部分の両相をみせることもある。
海洋島弧の好例とされてきたのが、西太平洋のマリアナ諸島と、西大西洋の小アンティル諸島である。大陸火山弧の好例は、北アメリカ大陸西部のカスケード山脈と、南アメリカ大陸西端のアンデス山脈である。両方の性質を備えた火山弧の好例としては、北太平洋にあるアリューシャン列島とその延長にあるアラスカ半島のアリューシャン山脈からなるアリューシャン弧、千島列島とカムチャツカ半島南部からなる千島（クリル）=カムチャツカ弧がある。

## 岩石学的所見ほか
沈み込み帯では、沈み込むスラブ（プレート）から沸点が低い水蒸気や二酸化炭素が揮発して失われ、マントルの一部に化学反応を誘発し、低密度のカルクアルカリマグマが産生しこれが浮揚して上側プレートのリソスフェア内に貫入するらしい。沈み込み帯とこれに並行する火山帯の関係は、これにより説明される。
島弧の沈み込み側には、狭く深い海溝がある。ここは、沈み込むプレートと乗り上げるプレートの表面上の境界線に沿ってみられる。海溝の成因は、比較的密度が大きい方のプレートが重力に引っ張られるためである。地震は、この島弧の地下深くにある沈み込み境界に沿った一帯を震源として、たびたび発生する。この地震観測から和達-ベニオフ帯が確認、定義された。
プレートの沈み込みにより縮小される海盆は remnant ocean とよばれるが、これはいずれ造山運動を伴うプレート衝突により姿を消すとみられる。テチス海などはこの過程を辿って消滅したと考えられる。

## 火山弧の例

### 大陸火山弧
- カスケード火山弧
- アラスカ半島とアリューシャン山脈
- カムチャツカ半島
- アンデス山脈

### 島弧
- アリューシャン列島
- 日本列島と千島列島と南西諸島（千島弧、本州弧、琉球弧／東北日本、西南日本）
- 伊豆諸島と小笠原諸島とマリアナ諸島（伊豆・小笠原・マリアナ島弧）
- フィリピン諸島
- トンガ諸島とケルマディック諸島
- クレタ島とドデカネス諸島
- アンダマン諸島とニコバル諸島
- メンタワイ諸島
- スンダ弧
- 小スンダ列島
- タニンバル諸島とカイ諸島
- ソロモン諸島
- リーワード諸島を含む小アンティル諸島
- サウスジョージア・サウスサンドウィッチ諸島

### かつて存在したとされる島弧
- Insular Islands（白亜紀の太平洋に存在したとされる）
- Intermontane Islands（三畳紀の太平洋に存在したとされる）